# Ifeanyi Onyilo
Ifeanyi Victor Onyilo (Enugu, 31 ottobre 1990) è un ex calciatore nigeriano, di ruolo attaccante.

## Carriera
Ha giocato nella prima divisione dei campionati serbo, cipriota, saudita e greco.

## Palmarès

### Club

#### Competizioni nazionali
- Campionato serbo: 1

Stella Rossa: 2013-2014
- Supercoppa di Cipro: 1

Ermīs Aradippou: 2014